# Sălașu de Jos
Sălașu de Jos – wieś w Rumunii, w okręgu Hunedoara, w gminie Sălașu de Sus. W 2011 roku liczyła 223 mieszkańców.